# 阿曼达·朗根
阿曼达·朗根（英語：Amanda Longan，1997年1月16日—），美国女子水球运动员。她曾代表美国国家队参加2020年夏季奥林匹克运动会女子水球比赛，结果队伍获得一枚金牌。